# 安伽墓

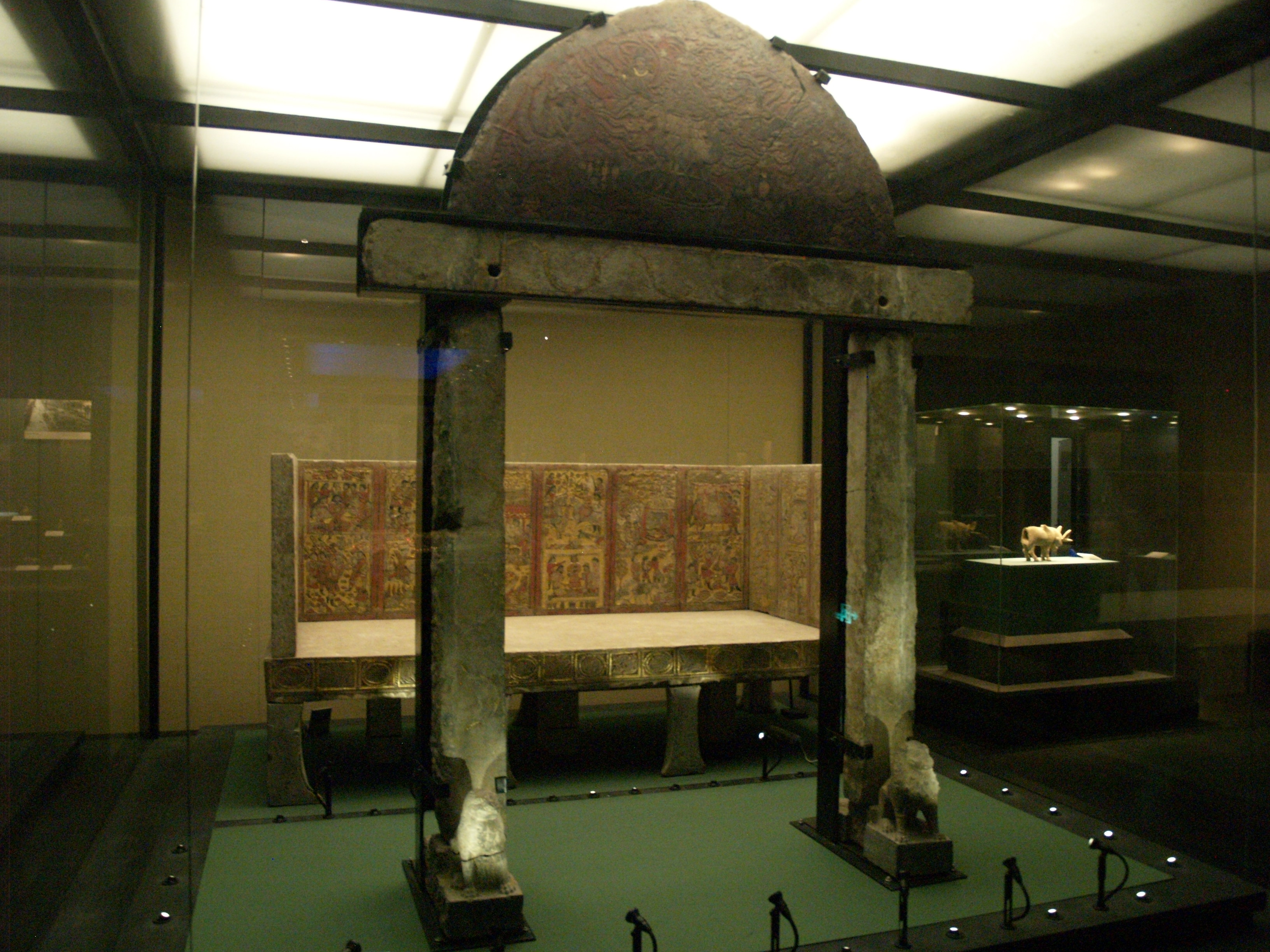
安伽墓石門和圍屏石榻

安伽墓是一座位於西安未央區大明宮鄉炕底寨村的北周粟特人古墓葬，於2000年5月至7月間發掘出土，同北周史君墓相距約2.5千米。

## 墓主簡介

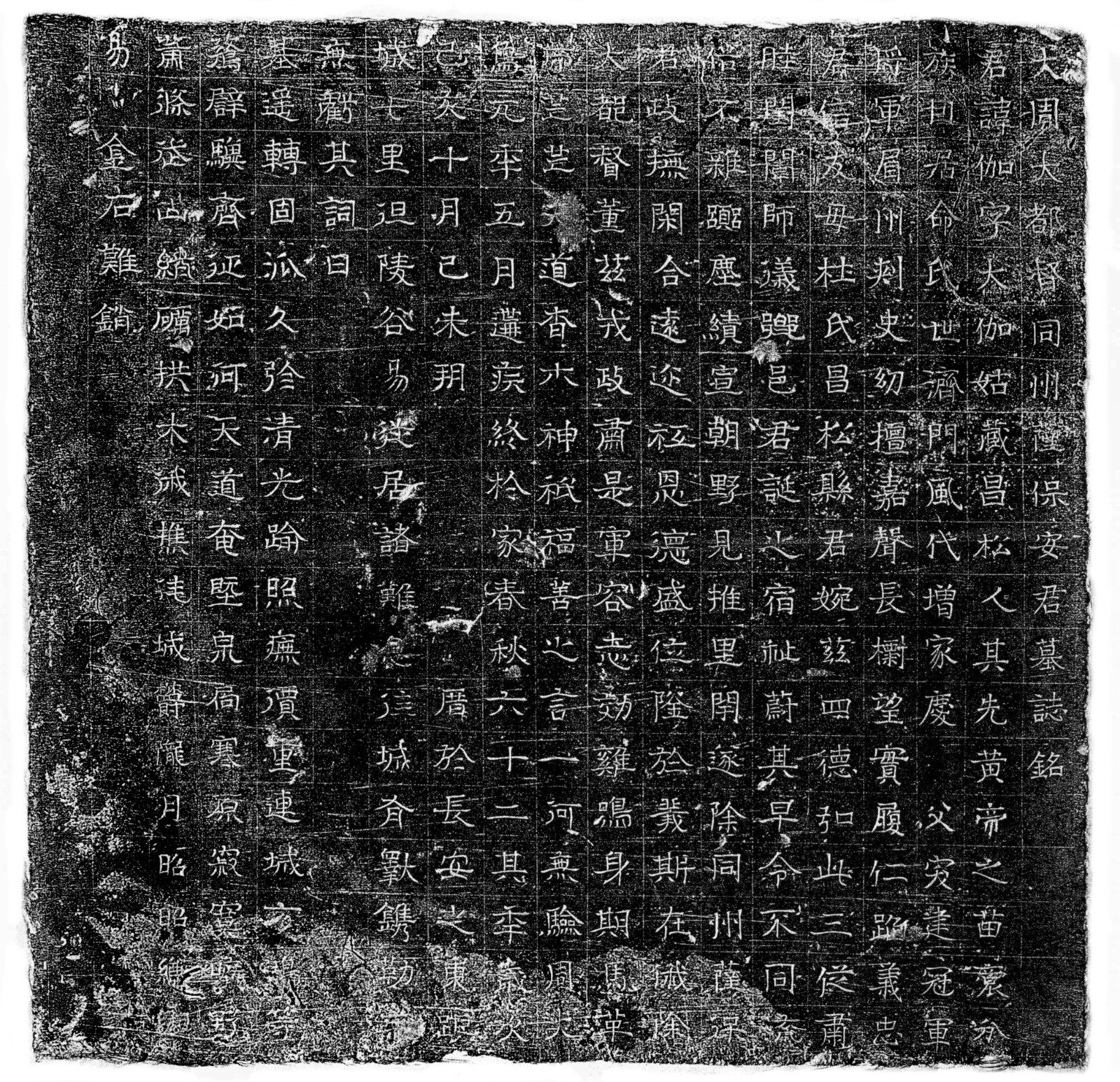
安伽的墓誌拓片

根據墓誌記載，墓主安伽，字大伽，來自姑臧昌松（位於今甘肅武威，曾是絲綢之路要衝，北朝時期聚居大量中亞、西亞人），從他的姓氏來看，應是源自中亞安國的粟特人。曾任北周大都督、同州薩保。其父安突建曾任「冠軍將軍」、眉州（今四川眉山）刺史，且有可能將祆教信仰帶入當地；母親杜氏為昌松縣君，也就是涼州（今甘肅武威）漢人。安伽於大象元年（公元579年）五月逝世，終年62歲。

## 墓葬簡介

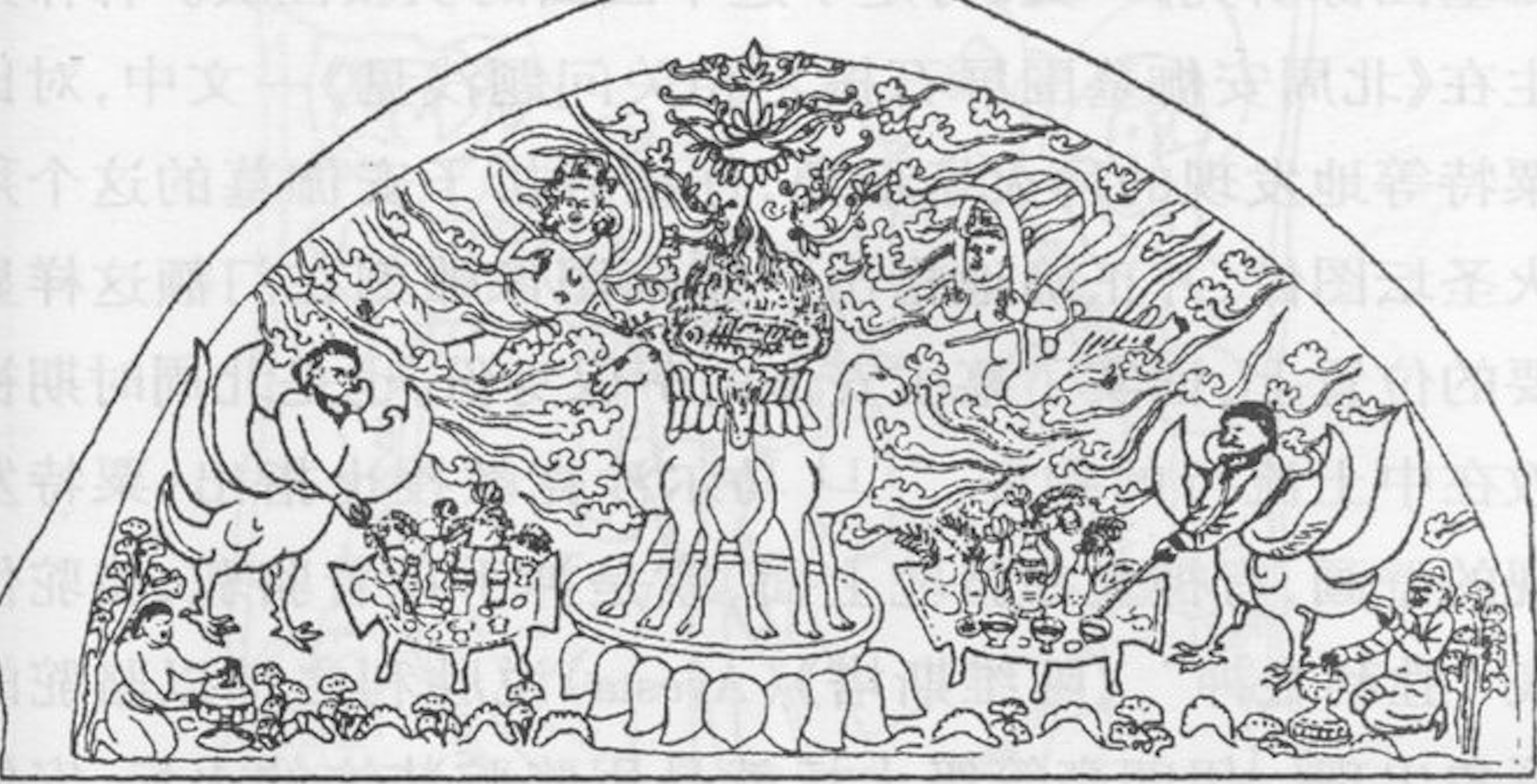
安伽墓石門門額上的祆教火壇浮雕線摹圖

安伽墓由斜坡墓道、五個天井、五個過洞、磚砌甬道以及墓室組成，石製墓門門額有彩繪雕刻的祆教火壇和半人半鳥祭司圖像。墓室內發現一具圍屏石榻，由11塊石板構成，共雕繪56幅圖案，全部彩繪貼金，內容有出行、狩獵、樂舞、宴飲等，其中人物多為胡人，着胡服，作胡舞，充滿異域風情。這些圖案的組成和佈局都有明顯的對稱性，特別是左右兩側圖案的對稱性更強。
粟特人大多信仰祆教，通常以火燒的方式處理遺體。安伽的遺骨就經過火燒，而且放置在墓門之外。同隋朝的虞弘墓相比，安伽墓只有一具圍屏石榻，虞弘墓只有石槨，兩者都沒有棺，這與漢人葬俗大不相同。與同為北周時期的另外兩座粟特人墓葬——康業墓及史君墓相比，安伽墓的漢化程度高於史君墓，但低於康業墓。

## 相關書籍
- 陝西省考古研究所. . 北京: 文物出版社. 2003年8月1日. ISBN 9787501014583 （中文（简体））.